# Ксанти (дем)
Ксанти (на гръцки: Δήμος Ξάνθης) е дем в област Източна Македония и Тракия, Гърция. Център на дема е град Ксанти.

## Селища
Дем Ксанти е създаден на 1 януари 2011 година след обединение на две стари административни единици – демите Ксанти и Кръстополе (Ставруполи) по закона Каликратис.

### Демова единица Ксанти
По данни от 2001 година населението на дема е 45 118 жители. Демът се състои от следните демови секции и села:
- Демова секция Ксанти
  - град Ксанти (Ξάνθη) – 45 111 жители
  - Ксантийски манастир (Μονή Ταξιαρχών) – 7 жители

- Демова секция Емилер Текеси
  - село Емилер Текеси (Εύμοιρο, Евмиро) – 926 жители
  - село Мешеликьой (Καλλιθέα, Калитея) – 1092 жители
  - село Доганджилар (Λαμπρινό, Ламбрино) – 38 жители
  - село Бедирли (Λεύκη, Левки) – 321 жители
  - село Кючюк Мурсали (Νέα Μορσίνη, Неа Морсини) – 121 жители
  - село Буюк Мурсели (Παλαιά Μορσίνη, Палея Морсини) – 124 жители
  - село Каялар чифлик (Πετροχώρι, Петрохори) – 960 жители

- Демова секция Коюнкьой
  - село Коюнкьой (Κιμμέρια, Кимерия) – 3222 жители
  - село Али кехая (Αλικοχώρι, Аликохори) – 0 жители
  - село Ихтиар махала (Ανθηρό, Антиро) – 0 жители
  - село Кара оглан (Άσκυρα, Аскира) – 0 жители
  - село Карачанлар (Γιαλιστερό, Гялистеро) – 0 жители
  - село Отман Йорен (Έρανος, Еранос) – 0 жители
  - село Кетикион (Κετίκιον) – 0 жители
  - село Чаири махала или Сланве (Λιβάδι, Ливади) – 5 жители
  - село Секиз тепе (Πανεπιστημιούπολη, Панепистимуполи) – 332 жители
  - село Кара чукур или Бекирли (Πελεκητό, Пелекито) – 4 жители
  - село Партакова (Πόρτα, Порта) – 0 жители
  - село Кьостра (Πριόνιο, Прионио) – 0 жители
  - село Сулуджа дере (Υδροχώρι, Идрохори) – 0 жители

### Демова единица Кръстополе
По данни от 2001 година населението на дема е 3090 жители. Демът се състои от следните демови секции и села:
- Демова секция Кръстополе
  - село Кръстополе (Σταυρούπολη, Ставруполи) – 797 жители
  - село Габрово (Καλλιθέα, Калитея) – 21 жители
  - село Курталан (Λυκοδρόμι, Ликодроми) – 40 жители
  - село Маргарит (Μαργαρίτι, Маргарити) – 31 жители

- Демова секция Атманджа
  - село Атманджа (Γέρακας, Геракас) – 26 жители
  - село Исидже (Ισαία, Исеа) – 137 жители
  - село Емирли (Μέγα Εύμοιρο, Мега Евмиро) – 79 жители
  - село Кьористен (Ορεστινή, Орестини) – 14 жители
  - село Печели (Πίλημα, Пилима) – 125 жители

- Демова секция Махмутли
  - село Махмутли (Δαφνώνας, Дафнонас) – 419 жители

- Демова секция Козлуджа
  - село Горна Козлуджа (Άνω Καρυόφυτο, Ано Кариофито) – 162 жители
  - село Домуз орман (Δασικό Χωριό, Дасико Хорио) – 1 жител
  - село Хорозлу (Καστανίτης, Кастанитис) – 2 жители
  - село Долна Козлуджа (Κάτω Καρυόφυτο, Като Кариофито) – 114 жители
  - село Хамидие (Λειβαδίτης, Ливадитис) – 68 жители

- Демова секция Курлар
  - село Курлар (Κομνηνά, Комнина) – 332 жители

- Демова секция Ново село
  - село Хюсеинкьой (Ιωνικό, Йонико) Ботишево[2] преди помохамеданчването – 78 жители
  - село Калово (Καλύβα, Калива) – 23 жители
  - село Долно Хюсеинкьой (Κάτω Ιωνικό, Като Йонико) – 77 жители
  - село Ново село (Νεοχώρι, Неохори) – 254 жители
  - село Демирташ (Σιδηρόπετρα, Сидиропетра) – 6 жители
  - село Ходжалар (Σταυροχώρι, Ставрохори) – 56 жители

- Демова секция Байрамли
  - село Байрамли (Πασχαλιά, Пасхалия) – 125 жители
  - село Къз Бюкьой (Δρυμιά, Дримия) – 64 жители
  - село Мураджик (Μυρτούσσα, Миртуса) – 13 жители
  - село Халепа (Χαλέπι, Халепи) – 26 жители
  - бивше село Ашиклар (Λυκοβούνι)
  - бивше село Боюва (Боева, Καστανωτό)
  - бивше село Дреново (Αερικό)